# Алесандро Блазети
Алесандро Блазети (на италиански: Alessandro Blasetti; 3 юли 1900, Рим, Италия – 1 февруари 1987, пак там) е италиански филмов режисьор, сценарист, монтажист и филмов критик, сред най-известните и значими на своето време, дотолкова, че може да бъде определен като „баща-основател на съвременното италианско кино“.
Смятан е заедно с Марио Камерини за най-великия италиански режисьор на фашисткото пропагандно кино, чийто апологет е и в няколко случая: „Слънце“ (1929) – неговият дебютен филм е епично възвеличаване на възстановяването на режима и Бенито Мусолини го харесва много, а „Стара гвардия“ (1935) е възхвала на похода към Рим.
През петте десетилетия на своята дейност той успешно се измерва в най-разнообразни жанрове, от исторически епос до сантиментална комедия, като буквално измисля нови като фентъзито „Желязната корона“ (1941), епизодичния филм „Други времена – Дзабалдоне n. 1“ (1952), секси репортажа с „Европа през нощта“ (1958), и е сред първите филмови режисьори, които се налагат в телевизията.
Той беше голям новатор и е първият в Италия, който експериментира със звука с „Възкресение“ (1930) и с цвета с „Лов на лисица в Римската провинция“ (1938), отива до границите на позволеното, предлагайки първата гола сцена на италианското кино в „Желязната корона“ (1941) и в „Вечерята на насмешките“ (1942), лансира нови автори като Пиетро Джерми и звездната двойка София Лорен-Марчело Мастрояни в „Жалко, че е кучка“ (1954), и възражда като брилянтен актьор Виторио Де Сика в „Други времена“ (1951), след неореалистичния му успех.

## Биография
Блазети е роден в Рим. След като следва право в Римския университет, избира да стане журналист и кинокритик. Работил е за няколко филмови списания и води кампания за национално кинопроизводство, което до голяма степен е прекратено в онзи момент. Повлиява на Италианския неореализъм с филма „Четири стъпки в облаците“ и е една от водещите фигури в италианското кино през Фашистката ера. Понякога той е известен като „бащата на италианското кино“ заради борбата и ролята му в съживяването на индустрията в края на 20-те години.
Умира в Рим на 86-годишна възраст.

## Филмография

### Кино
| година | филм                               | оригинално заглавие                     | Бел.                        |
| ------ | ---------------------------------- | --------------------------------------- | --------------------------- |
| 1929   | Слънце                             | Sole                                    |                             |
| 1930   | Нерон                              | Nerone                                  |                             |
| 1931   | Майка земя                         | Terra madre                             |                             |
| 1931   | Възкресение                        | Resurrectio                             |                             |
| 1932   | Палио                              | Palio                                   |                             |
| 1932   | Масата на бедните                  | La tavola dei poveri                    |                             |
| 1933   | Случаят Халер                      | Il caso Haller                          |                             |
| 1934   | 1860                               | 1860                                    |                             |
| 1934   | Служителката на тате               | L'impiegata di papà                     |                             |
| 1934   | Стара гвардия                      | Vecchia guardia                         |                             |
| 1935   | Алдебаран                          | Aldebaran                               |                             |
| 1937   | Пармска графиня                    | Contessa di Parma                       |                             |
| 1938   | Еторе Ферамоска                    | Ettore Fieramosca                       |                             |
| 1938   | Лов на лисица в Римската провинция | Caccia alla volpe nella campagna romana |                             |
| 1939   | Предистория                        | Retroscena                              |                             |
| 1939   | Приключение на Салватор Роза       | Un'avventura di Salvator Rosa           |                             |
| 1941   | Желязната корона                   | La corona di ferro                      |                             |
| 1942   | Вечерята на насмешките             | La cena delle beffe                     |                             |
| 1942   | Четири стъпки в облаците           | Quattro passi fra le nuvole             |                             |
| 1943   | Никой не се връща назад            | Nessuno torna indietro                  |                             |
| 1946   | Един ден в живота                  | Un giorno nella vita                    |                             |
| 1949   | Фабиола                            | Fabiola                                 |                             |
| 1950   | Първо причастие                    | Prima comunione                         |                             |
| 1952   | Други времена - Дзибалдоне n. 1    | Altri tempi - Zibaldone n. 1            |                             |
| 1952   | Пламъкът                           | La fiammata                             |                             |
| 1954   | Днешни времена - Дзибалдоне n. 2   | Tempi nostri - Zibaldone n. 2           |                             |
| 1954   | Жалко, че е кучка                  | Peccato che sia una canaglia            |                             |
| 1956   | Късметът да си жена                | La fortuna di essere donna              |                             |
| 1957   | Любов и брътвежи                   | Amore e chiacchiere                     |                             |
| 1958   | Европа през нощта                  | Europa di notte                         | документален                |
| 1961   | Аз обичам, ти обичаш...            | Io amo, tu ami...                       | документален                |
| 1961   | Двамата врагове                    | I due nemici                            |                             |
| 1962   | Четирите истини                    | Le quattro verità                       | еп. La lepre e la tartaruga |
| 1963   | Лиолà                              | Liolà                                   |                             |
| 1966   | Аз, аз, аз... и другите            | Io, io, io... e gli altri               |                             |
| 1967   | Момичето на снайпериста            | La ragazza del bersagliere              |                             |
| 1969   | Симон Боливар                      | Simon Bolivar                           |                             |

### Телевизия
- La lunga strada del ritorno (1962) - три епизода
- Gli italiani del cinema italiano (1964) - шест епизода
- Napoli 1860 - La fine dei Borboni (1970) - два епизода от сериала I giorni della storia
- 10 giugno 1940 (1970) - епизод Dov'eravate?
- Anni 60: una notte in Europa (1970)
- Storie dell'emigrazione (1972) - пет епизода
- I mercoledì del papa (1973)
- L'arte di far ridere (1974) - пет епизода
- Racconti di fantascienza (1978) - три епизода
- L'arte di far ridere (1980)
- Il mio amico Pietro Germi (1980)
- Venezia: una mostra per il cinema (1981)